# Neure
Neure ist eine französische Gemeinde mit 201 Einwohnern (Stand 1. Januar 2022) im Département Allier in der Region Auvergne-Rhône-Alpes (vor 2016 Auvergne); sie gehört zum Arrondissement Moulins und zum Kanton Bourbon-l’Archambault.

## Geografie
Neure liegt etwa 31 Kilometer nordwestlich von Moulins. Umgeben wird Neure von den Nachbargemeinden Château-sur-Allier im Norden und Nordosten, Le Veurdre im Osten, Pouzy-Mésangy im Südosten und Süden sowie Lurcy-Lévis im Westen.

## Bevölkerungsentwicklung
| Jahr                       | 1962 | 1968 | 1975 | 1982 | 1990 | 1999 | 2006 | 2011 | 2019 |
| Einwohner                  | 232  | 222  | 187  | 168  | 152  | 166  | 173  | 170  | 187  |
| Quellen: Cassini und INSEE |      |      |      |      |      |      |      |      |      |

## Sehenswürdigkeiten
- Kirche St-Fiacre
- Schloss Neureux

Siehe auch: Liste der Monuments historiques in Neure

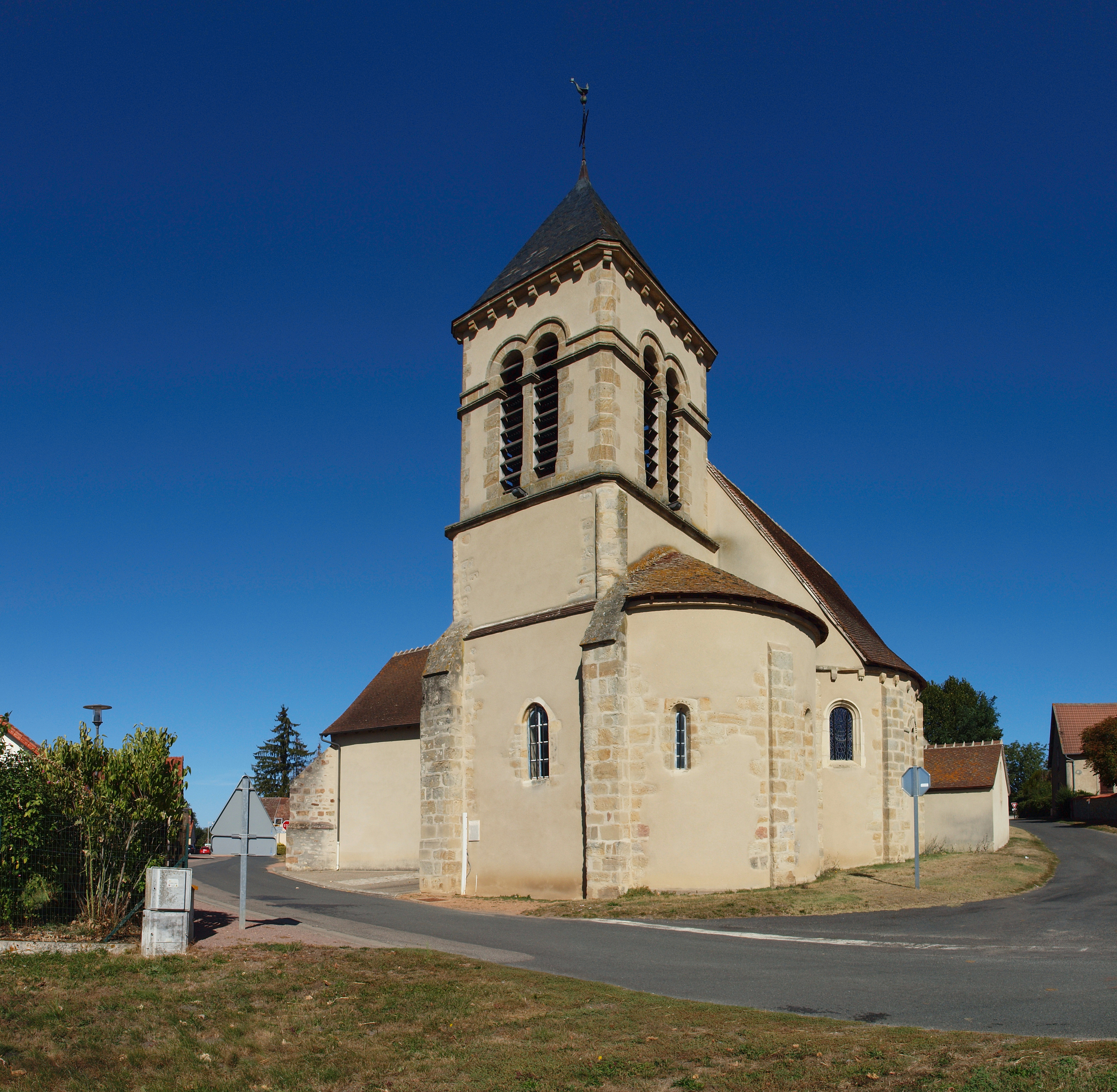
Kirche St-Fiacre